# Congrès permanent d'unité syndicale des travailleurs d'Amérique latine et des Caraïbes
Le Congreso Permanente de Unidad Sindical de los Trabajadores de América Latina y el Caribe (CPUSTAL - Congrès permanent d'unité syndicale des travailleurs d'Amérique latine et des Caraïbes) est une organisation syndicale latino-américaine rassemblant les organisations syndicales affiliées à la Fédération syndicale mondiale. Son siège est à La Havane (Cuba).

## Confédération syndicale latino-américaine (1929-1936)
En 1929, l'Internationale syndicale rouge convoque un congrès de toutes ses organisations d'Amérique latine à Montevideo. Elle proclame alors la constitution de la Confederación Sindical Latinoamericana (CSLA - Confédération syndicale latino-américaine). Cette organisation reste minoritaire, et n'arrive pas à affilier de grandes centrales nationales.

## Confédération des travailleurs d'Amérique latine (1936-1964)
Avec la politique des "Fronts populaires" menée par l'Internationale communiste à partir de 1936, la CSLA est dissoute, et ses organisations forment avec d'autres centrales non-communistes la Confederación de Trabajadores de América Latina (CTAL - Confédération des travailleurs d'Amérique latine) dont la tâche immédiate est de lutter contre le fascisme. Quand se crèe la Fédération syndicale mondiale, la CTAL y adhère. Cependant, avec la montée de la Guerre froide, un certain nombre d'organisations influencée par l'AFL quittent la CTAL pour former la Confederación Interamericana de Trabajadores (CIT - Confédération interaméricaine des travailleurs) en 1948.

## Congrès permanent d'unité syndicale des travailleurs d'Amérique latine (depuis 1964)
En 1964, à Brasilia, la CTAL devient le Congreso Permanente de Unidad Sindical de los Trabajadores de América Latina. Il est la deuxième organisation syndicale latino-américaine derrière l'Organisation régionale interaméricaine des travailleurs, mais la perte d'influence progressive de la Fédération syndicale mondiale, comme la répression des dictatures des années 70-80, l'ont considérablement affaibli.